# Phyllophaga canoa
Phyllophaga canoa är en skalbaggsart som beskrevs av Ivan T. Sanderson 1951. Phyllophaga canoa ingår i släktet Phyllophaga och familjen Melolonthidae. Inga underarter finns listade i Catalogue of Life.